# Schempp-Hirth SHK
Die Schempp-Hirth SHK ist ein einsitziges Segelflugzeug in Holzbauweise.
Durch die Mitarbeit von Klaus Holighaus entstand bei Schempp-Hirth aus der Standard Austria S mit der SHK ein neuer Typ mit einer größeren Leistungsspanne und sehr guten Flugeigenschaften. Die Leistung wurde in der Hauptsache durch eine Vergrößerung der Spannweite auf 17 m (unter Beibehaltung des Profils Eppler E266) und damit einer Verbesserung des Seitenverhältnisses um 21 % auf 20,2 erreicht. Außerdem wurde die Querruderdifferenzierung in 1:3 geändert und die Querruder entsprechend der Spannweitenvergrößerung nach außen verlängert, so dass sie über 55 Prozent der Spannweite reichten.
Der Öffnungswinkel des V-Leitwerkes wurde von 100° auf 92° geändert und das Leitwerk etwas vergrößert.
Die SHK ging 1965 in den Serienbau und bewährte sich im gleichen Jahr bei der Segelflug-WM in South Cerney (England): Seff Kunz wurde in der Offenen Klasse Dritter hinter einer SZD-24-4 Foka 4 und der Akaflieg Darmstadt D-36. Weitere Erfolge folgten 1966 mit dem zweiten Platz bei der Deutschen Meisterschaft und dem Sieg bei den Nationalmeisterschaften in England, Italien und der Schweiz.
Der wahrscheinlich letzte Auftritt einer SHK bei einem internationalen Wettbewerb war der 9. Platz von Klaus Ohlmann bei der Europameisterschaft der Clubklasse 1990 in Dänemark.
Als 1968 in Kirchheim/Teck bei Schempp-Hirth mit dem Cirrus die Kunststoff-Ära begann, wurde die Produktion nach 59 Flugzeugen eingestellt. Der Nachfolger der Standard Austria wurde der Standard Cirrus. Die SHK ist hinsichtlich der Oberflächengüte eines der besten Segelflugzeuge in Holzbauweise.

## Technische Daten
| Kenngröße              | Daten       |
| ---------------------- | ----------- |
| Länge                  | 6,30 m      |
| Spannweite             | 17 m        |
| Flügelfläche           | 14,70 m²    |
| Flügelstreckung        | 20,20       |
| Flügelprofil           | Eppler 266  |
| Geringstes Sinken      | 0,60 m/s    |
| Gleitzahl              | 38          |
| Rüstmasse              | 260 kg      |
| Zuladung               | 110 kg      |
| Startmasse             | 370 kg      |
| Flächenbelastung       | 25,20 kg/m² |
| Mindestgeschwindigkeit | 63 km/h     |
| Höchstgeschwindigkeit  | 200 km/h    |